# Lengyel kopó
Az lengyel kopó (ogar polski) egy lengyel kutyafajta.

## Történet
Kialakulása az 1700-as évekre tehető. A fajta pontos eredete nem ismert, de vérvonalában valószínűleg osztrák és német fajták is szerepelnek. Egyedszáma a II. világháború idején erősen lecsökkent, de azóta hazájában ismét gyakori. Kisebb termetű változatban is tenyésztik „gonczy polski” néven. 

## Külleme
Marmagassága 56-66 centiméter, tömege 25-32 kilogramm. Nehéz testű, szögletes fejformájú, erős állkapcsú eb. Fején a bőr ráncos, orrtükre kifejezett. Kitűnő nyomkövető, helyzetét tiszta, magas hangú ugatással jelzi. 

## Képgaléria

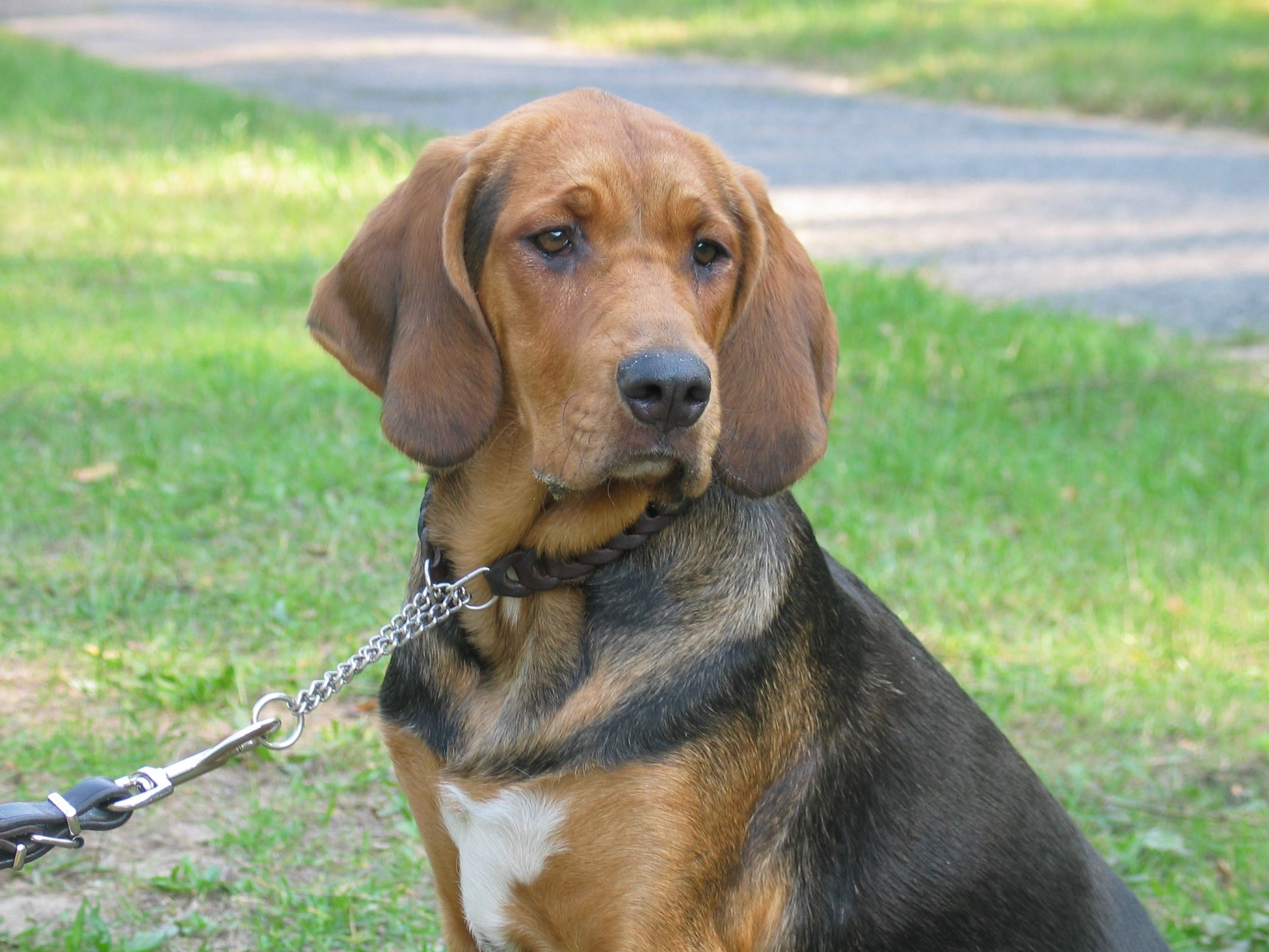
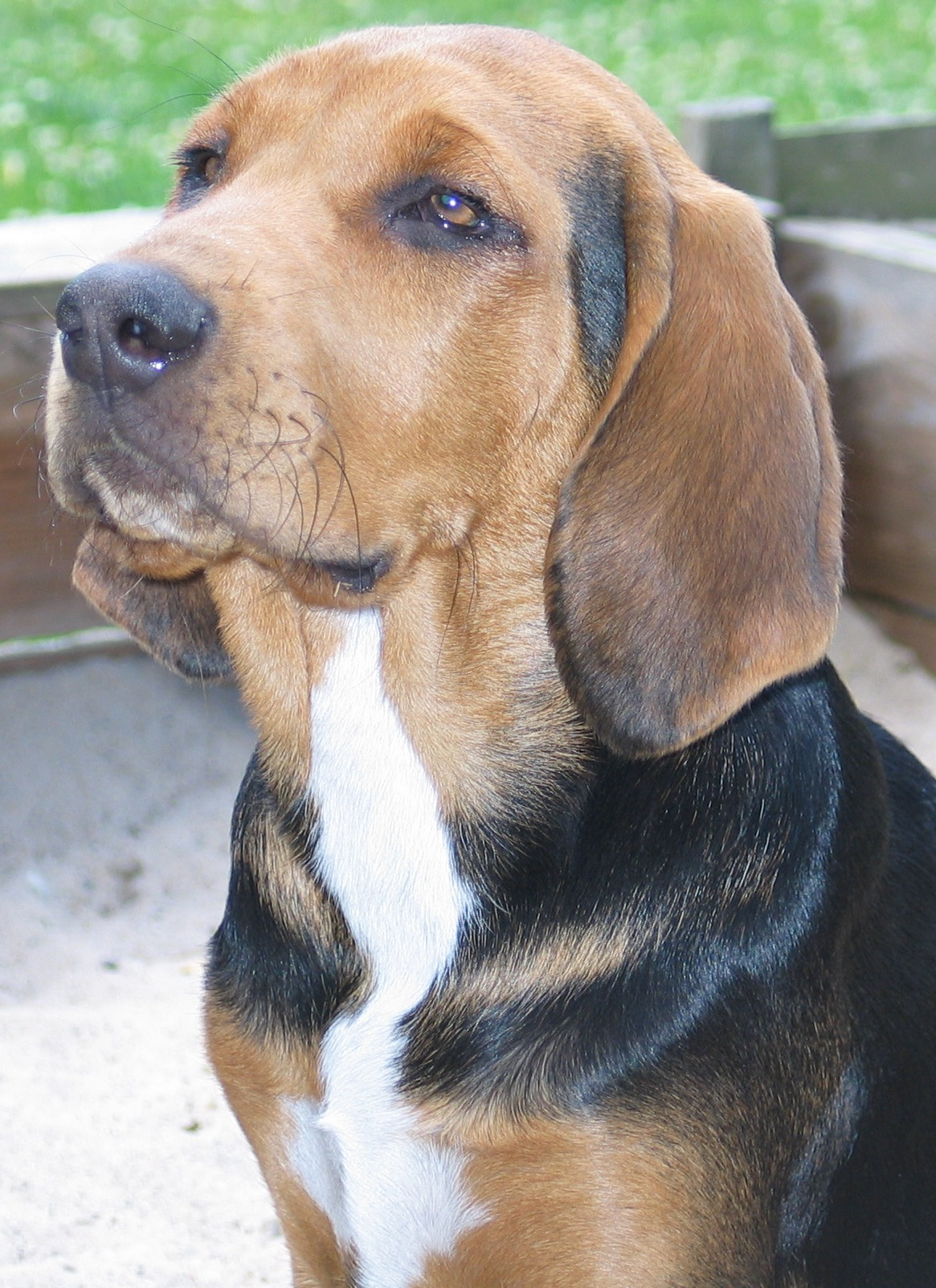
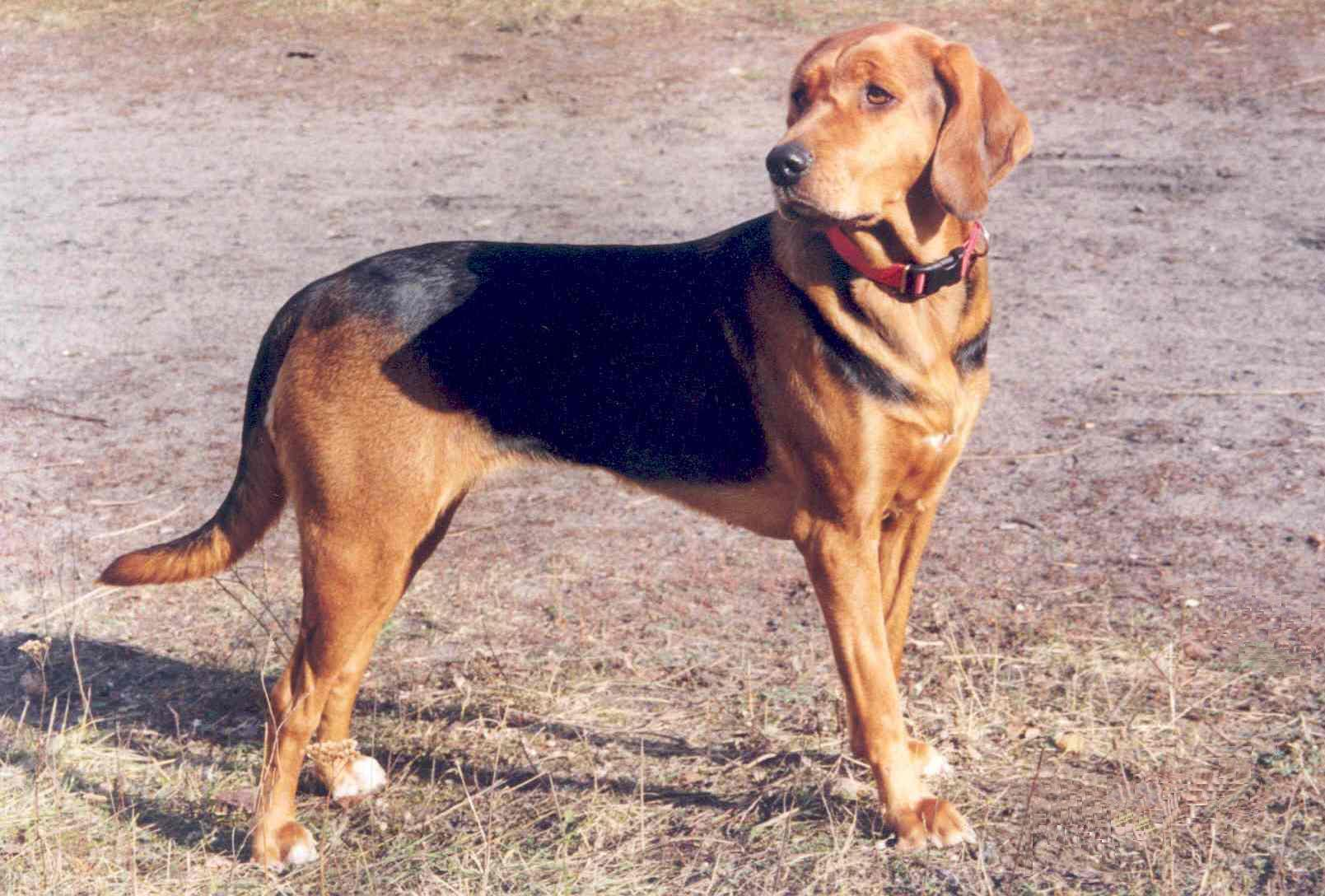
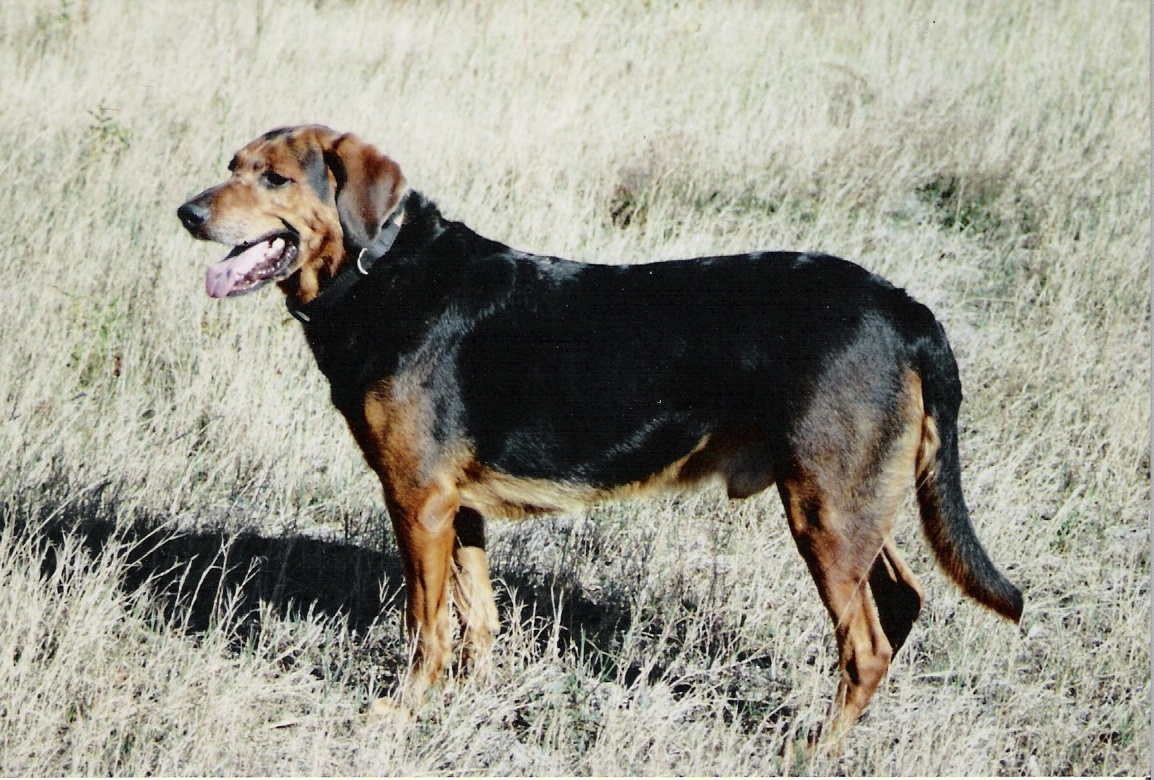
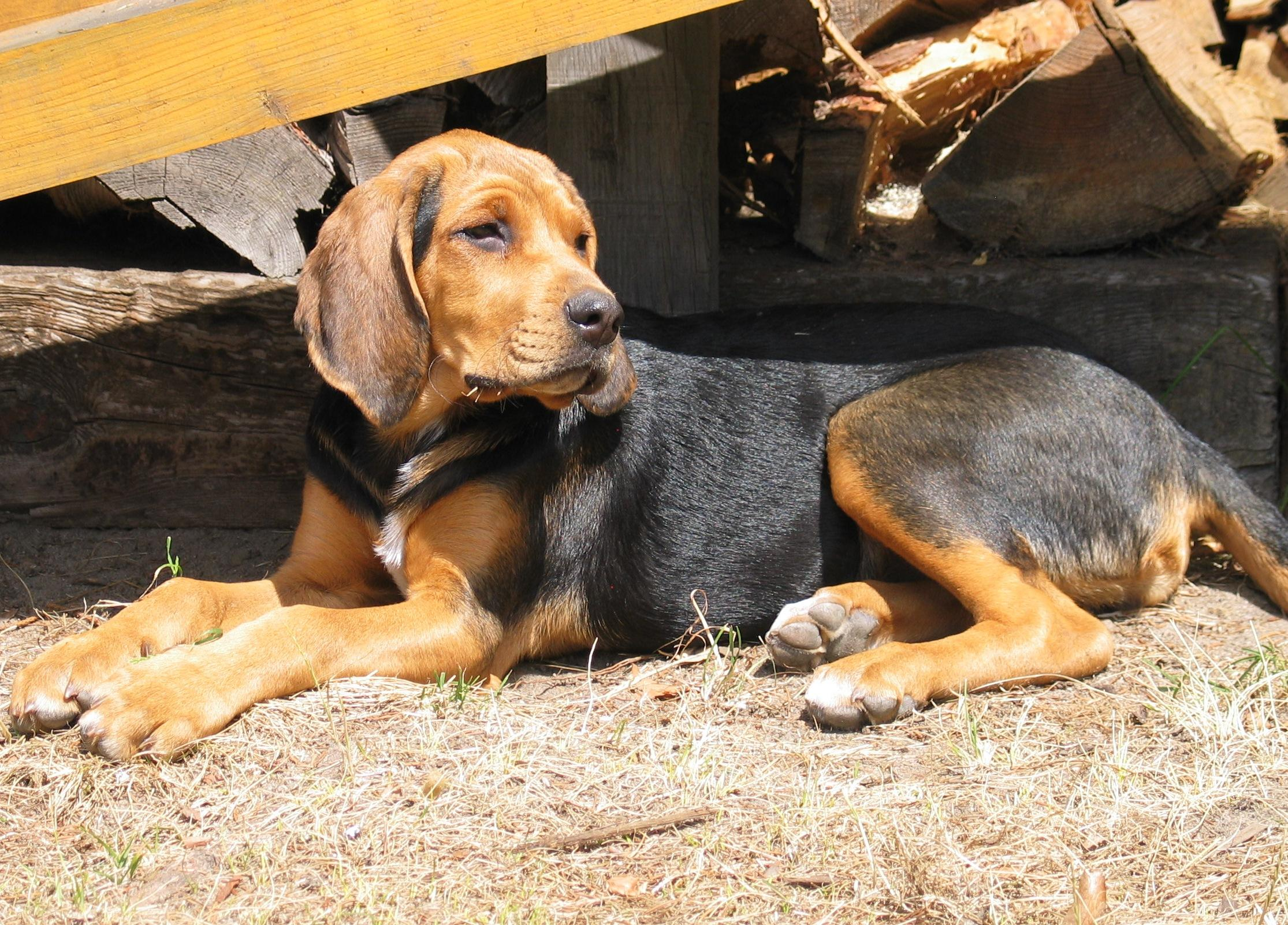

## Jelleme
Természete elszánt és barátságos. 